# Filosofia do eu
A filosofia do eu ou do si/self, em referência ao eu essencial ou si mesmo, define, entre outras coisas, as condições de identidade que tornam um sujeito da experiência distinto de todos os outros. As discussões contemporâneas sobre a natureza do self não são, portanto, discussões sobre a natureza da personalidade ou da identidade pessoal. O eu às vezes é entendido como um ser unificado essencialmente conectado à consciência, autopercepção e agência (ou, pelo menos, com a faculdade da escolha racional). Várias teorias sobre a natureza metafísica do eu foram propostas. Entre elas, a natureza metafísica do eu foi proposta como sendo a de uma substância imaterial.

## Definições do eu
A maioria das definições filosóficas do si próprio - por Descartes, Locke, Hume e William James - são expressas na primeira pessoa. Uma definição de terceira pessoa não se refere a qualia mental específica, mas busca objetividade e operacionalismo.
Para outra pessoa, o eu de um indivíduo é exibido na conduta e no discurso desse indivíduo. Portanto, as intenções de outro indivíduo só podem ser inferidas a partir de algo que emana desse indivíduo. As características particulares do eu determinam sua identidade.

## Conceitos de eu

### O eu nas tradições orientais
Na espiritualidade, e especialmente nas tradições não-duais, místicas e orientais meditativas, o ser humano é frequentemente concebido como estando na ilusão da existência individual e da separação de outros aspectos da criação. Esse "senso de autoria" ou senso de existência individual é a parte que acredita que é o ser humano e acredita que deve lutar por si mesma no mundo; é, em última análise, despercebido e inconsciente de sua própria natureza verdadeira. O ego é frequentemente associado à mente e ao sentido do tempo, que pensa compulsivamente para ter certeza de sua existência futura, em vez de simplesmente conhecer o seu próprio eu e o presente.
O objetivo espiritual de muitas tradições envolve a dissolução do ego, em contraste ao Self essencial, permitindo que o autoconhecimento da própria natureza verdadeira se torne experiente e atuado no mundo. Isso é conhecido como iluminação, nirvana, presença e "aqui e agora".

### Autoconhecimento
Ambas civilizações ocidental e oriental se ocuparam com o autoconhecimento e ressaltaram sua importância, citando particularmente a combinação paradoxal de disponibilidade imediata e obscuridade profunda envolvida em sua busca. Para Sócrates, o objetivo da filosofia era "conhecer a si mesmo". Lao Tzu, em seu Tao Te Ching, diz: "Conhecer os outros é sabedoria. Conhecer o eu é iluminação. Dominar os outros exige força. Dominar o eu exige força". O caso é o mesmo para os videntes dos Upanishads, que sustentavam que o conhecimento real último envolve uma compreensão da essência do eu e da natureza de Deus. Adi Shankaracharya, em seu comentário sobre o Bhagavad Gita, diz que "somente o autoconhecimento erradica a miséria". "O autoconhecimento por si só é o meio para a maior felicidade". "A perfeição absoluta é a consumação do autoconhecimento."
Uma teoria sobre o autoconhecimento descreve o conceito como a capacidade de detectar que as sensações, pensamentos, estados mentais e atitudes são suas. Está ligado a outras concepções, como autoconsciência e autoconceito. A teoria racionalista, inspirada por Immanuel Kant, também afirma que nossa capacidade de alcançar o autoconhecimento através da reflexão racional deriva em parte do fato de nos vermos como agentes racionais. Esta escola rejeita que o autoconhecimento seja meramente derivado da observação, pois reconhece o sujeito como autônomo devido à sua capacidade como agente de moldar seus próprios estados.

### O eu como uma atividade
Aristóteles, seguindo Platão, definiu a alma como a essência central de um ser vivo, e, apesar de afirmar que ela não existia separada do corpo, considerava a sua parte denominada "intelecto" como tendo característica imortal e perpétua, em contraste às suas funções vegetativa/nutritiva e perceptiva dependentes do organismo. Em sua teoria das causas e de ato e potência, Aristóteles enfatiza os seres em relação à manifestação em ato deles, e por sua vez a alma era também definida por seus efeitos atuais. Por exemplo, se uma faca tivesse uma alma, o ato de cortar seria considerado essa alma, porque "cortar" faz parte da essência do que é ser uma faca. Mais precisamente, a alma é a "primeira atividade" de um corpo vivo. Este é um estado, ou um potencial para atividade real ou 'segunda'. "O machado tem uma vantagem para cortar" era, para Aristóteles, análogo a "os seres humanos têm corpos para atividade racional", e o potencial para atividade racional constituía, assim, a essência de uma alma humana. Ele afirma: "A alma é uma realidade ou essência formulável de algo que possui uma potencialidade de ser animada", e também "Quando a mente é libertada de suas condições atuais, ela aparece exatamente como é e nada mais: só isso por si é imortal e eterno". Aristóteles usou seu conceito de alma em muitas de suas obras; sua obra principal sobre o assunto é De Anima (Sobre a Alma).
Aristóteles também acreditava que havia quatro seções da alma: as partes calculativa e científica no lado racional usadas para tomar decisões, e as partes desiderativa e vegetativa no lado irracional responsável por identificar nossas necessidades. Uma divisão das funções e atividades da alma encontra-se também na teoria tripartite de Platão. A problemática de um em muitos é também lembrada por Aristóteles, no entanto: 
Se então a alma é de sua própria natureza divisível, o que a mantém unida? Não é o corpo, certamente: muito pelo contrário, parece ser verdade que a alma mantém o corpo unido; pois quando parte, o corpo expira e se decompõe. Se há algo que o torna único, esse outro é a alma. Alguém então teria que perguntar, com relação a esse outro, se é uma ou várias partes. Se é um, por que não chamá-lo de alma imediatamente? Mas se é divisível, a razão exige novamente, o que é que mantém isso unido? E assim por diante ''ad infinitum''.

### Self independente dos sentidos
Enquanto ele estava preso em um castelo, Avicena escreveu seu famoso experimento mental "Homem Flutuante" para demonstrar a autopercepção humana e a substancialidade da alma. Seu experimento mental diz a seus leitores que se imaginem suspensos no ar, isolados de todas as sensações, o que inclui nenhum contato sensorial com o próprio corpo. Ele argumenta que, nesse cenário, ainda se teria autoconsciência. Assim, ele conclui que a ideia do eu não é logicamente dependente de qualquer coisa física, e que a alma não deve ser vista em termos relativos, mas como algo dado principal, uma substância. Mais tarde, esse argumento foi refinado e simplificado por René Descartes em termos epistêmicos quando afirmou: "Posso abstrair da suposição de todas as coisas externas, mas não da suposição de minha própria consciência".

### Teoria do eu como feixe
David Hume apontou que tendemos a pensar que somos a mesma pessoa que éramos há cinco anos. Embora tenhamos mudado em muitos aspectos, a mesma pessoa parece presente como estava presente na época. Podemos começar a pensar sobre quais recursos podem ser alterados sem alterar o eu subjacente. Hume, no entanto, nega que exista uma distinção entre as várias características de uma pessoa e o eu misterioso que supostamente apresenta essas características. Quando começamos a examinar, "nunca estamos intimamente conscientes de nada além de uma percepção específica; o homem é um feixe (bundle) ou coleção de percepções diferentes que se sucedem com uma rapidez inconcebível e estão em fluxo e movimento perpétuos". 
 É claro que, no curso de nosso pensamento, e na constante revolução de nossas ideias, nossa imaginação passa facilmente de uma ideia para outra que se assemelha a ela, e que essa qualidade por si só é, para a fantasia, um vínculo e associação suficientes. É igualmente evidente que, como os sentidos, ao mudar seus objetos, são necessários para alterá-los regularmente, e tomá-los conforme eles permanecem contíguos, a imaginação deve, por muito tempo, adquirir o mesmo método de pensamento e seguir as partes de espaço e tempo na concepção de seus objetos." 
 Na visão de Hume, essas percepções não pertencem a nada. Em vez disso, Hume compara a alma a uma comunidade, que mantém sua identidade não em virtude de alguma substância essencial duradoura, mas por ser composta por muitos elementos diferentes, relacionados e, ainda assim, em constante mudança. A questão da identidade pessoal passa a ser uma questão de caracterizar a coesão solta da experiência pessoal. (Observe que, no apêndice do Tratado, Hume disse misteriosamente que estava insatisfeito com seu relato do si, mas nunca voltou ao assunto.)
O paradoxo do navio de Teseu pode ser usado como uma analogia do eu como um feixe de partes em fluxo.

#### Budismo
A posição de Hume é conhecida em inglês como "bundle theory", muito semelhante às teorias e debates dos budistas indianos sobre o self, que geralmente consideram uma teoria de feixe para descrever os fenômenos da mente agrupados em agregados (skandhas), tais como sensopercepções, discriminação intelectual (saṃjñā), emoções e volição. Desde o início da filosofia budista, várias escolas de interpretação assumiram que um self não pode ser identificado com os agregados transitórios, pois eles são vazios de eu, mas algumas tradições questionaram além do mais se poderia haver um solo de fundo imutável que defina uma identidade individual real e permanente e que sustente os fenômenos impermanentes; conceitos como natureza de Buda são encontrados na linhagem Maaiana, e de uma realidade última na tradição dzogchen, por exemplo em Dolpopa e Longchenpa. Embora os budistas critiquem o ātman imutável do hinduísmo, algumas escolas budistas problematizaram a noção de uma personalidade individual; mesmo entre as primeiras, como a visão do Pudgala, ela foi levantada implicitamente em perguntas como "quem é o portador do feixe?", "o que carrega os agregados?", "o que transmigra de um renascimento para outro?" ou "qual é o sujeito do auto-aperfeiçoamento e da iluminação?".

### O Buda
O Buda, em particular, atacou todas as tentativas de conceber um eu fixo, enquanto ao mesmo tempo afirmava que sustentar a visão de que "eu não tenho eu" também está errado. Este é um exemplo do caminho do meio traçado pelo Buda e pela escola de budismo Madhyamaka. Essa ausência de uma definição do self é direcionada para evitar o apego ao "eu", buscar-se a realidade e alcançar o desapego, e é encontrada em muitas passagens dos mais antigos sutras de Buda, registrados no Cânone Páli, como este: 
"Bhikkhus, a forma não é o eu ('é anatta', não-self). Se a forma fosse, então essa forma não levaria à aflição, e poder-se-ia tomá-la assim: 'Seja minha forma assim, que  minha forma não seja assim.' E como a forma não é o eu, leva à aflição, e ninguém pode tê-la assim: 'Seja minha forma assim, que minha forma não seja assim.'... Bhikkhus, o sentimento não é o eu... Bhikkhus, a percepção não é o eu... Bhikkhus, as determinações não são o eu ... Bhikkhus, a consciência (vijñāna) não é o eu... é a forma permanente ou impermanente?..."

### O eu como centro de gravidade narrativo
Daniel Dennett tem uma teoria deflacionária do "eu". Eus não são fisicamente detectáveis. Em vez disso, são uma espécie de ficção conveniente, como um centro de gravidade, que é conveniente como uma maneira de resolver problemas de física, embora não precisem corresponder a nada tangível - o centro de gravidade de um aro é um ponto no ar. As pessoas constantemente se contam histórias para dar sentido ao seu mundo, e aparecem nas histórias como personagem, e esse personagem conveniente, mas fictício, seria o eu.

### O eu como uma construção sintática indispensável, não uma entidade
Aaron Sloman propôs que palavras como "eu", "eus", "ela mesma", "ela mesma", "isto mesmo", "eles mesmos", "eu mesmo" etc. não se referem a um tipo especial de entidade, mas fornecem mecanismos sintáticos poderosos para construir enunciados que se referem repetidamente à mesma coisa sem repetição tediosa e obscura de nomes ou outras expressões referentes.